# Michele Nicoletto
Michele Nicoletto (Rosario, 20 ottobre 1955) è un ex calciatore argentino.

## Carriera
Cresciuto nello Zanè e nel Lanerossi Vicenza, nel 1973 viene ceduto all'Audace San Michele, mentre nell'estate successiva successiva passa al Belluno.
Nell'ottobre dello stesso anno torna al Vicenza, con la cui maglia prende parte a 5 gare della Serie A 1974-1975.
Nel 1976 si trasferisce al Padova.